# Svartgrundet (Luleå)
Svartgrundet is een Zweeds eilandje behorend tot de Lule-archipel. Het eilandje ligt 100 meter ten oosten van Smulterskäret in de Botnische Golf. Het heeft geen vaste oeververbinding en is onbebouwd.